# Temporada da NHL de 1950–51
A temporada da NHL de 1950–51 foi a 34.ª  temporada da National Hockey League (NHL). Seis times jogaram 70 partidas cada. O Toronto Maple Leafs derrotou o Montreal Canadiens por 4-1 pela Stanley Cup para ganhar sua 5 Copa em 7 anos.

## Temporada Regular
A maior negociação da história da NHL naquela época ocorreu em julho de 1950, com Sugar Jim Henry, Gaye Stewart, Bob Goldham e Metro Prystai do Chicago indo para o Detroit por Harry Lumley, Black Jack Stewart, Al Dewsbury, Don Morrison e Pete Babando, uma troca total de 9 jogadores.
Joe Primeau foi nomeado treinador do Toronto Maple Leafs com Hap Day subindo para administrador-geral assistente. Toronto veio voando na temporada, ficando por 11 jogos invicto. Al Rollins teve um grande ano, terminando com uma média de gols contra de 1,75 em 40 jogos. Os Leafs esperava que Rollins dividisse o Troféu Vezina com Turk Broda, mas a liga decidiu que Rollins sozinho seria o receptor. A percentagem de vitórias de 0,679 dos Leafs permanece até hoje como sua melhor para uma temporada, apesar do fato de que eles ficaram em segundo na classificação da liga, atrás do Detroit.
Com o New York Rangers caindo nessa temporada, eles contrataram um hipnotizador, Dr. David Tracy, para ajudar a acalmar a equipe. O tratamento permaneceu duvidoso e os Rangers perderam para Boston em 12 de novembro. Perguntado sobre o motivo de o tratamento não funcionar, Dr. Tracy disse que ele deveria ter trabalhado com o goleiro (Chuck Rayner), que não estava relaxado o suficiente.
A torcida do Montreal estava excitada quando foi noticiado que dois astros do júnior, Jean Beliveau e Bernie Geoffrion, teriam uma chance em 16 de dezembro contra os Rangers. Os Canadiens jogaram em um empate por 1–1 para 14.158 torcedores. Geoffrion marcou o gol dos Canadiens em sua estreia.
Chicago estava em terceiro no meio da temporada quando a má sorte chegou. Seu capitão, Black Jack Stewart, rompeu um disco em suas costas e teve de ir sofrer uma cirurgia. Ele não atuou mais na temporada e sua carreira estava ameaçada. Agravando as coisas, ocorreram lesões me Gus Bodnar e Bill Gadsby. Os Black Hawks venceram apenas duas partidas na segunda metade e terminaram na lanterna.
Em março, Rocket Richard envolveu-se em comfusão em uma partida contra Detroit. Richard foi tropeçado e ficou com um corte entre os olhos. Nenhuma penalidade foi dada e Richard começou uma discussão com o árbitro Hugh McLean. Ele continuou sua discussão cansativamente e recebeu uma penalidade por má conduta. Richard, então, foi para a caixa da penalidade e encontrou Leo Reise de Detroit lá para dá-lo boas-vindas com comentários derrisórios que o enfureceram, e então ele esmurrou Reise, e quando o juiz de linha Jim Primeau veio intervir, Richard deu uma cutucada nele e recebeu uma ponição de um jogo por má-conduta. Os Canadiens tomaram um trem para Nova York para uma partida contra os Rangers, e na manhã seguinte, Richard encontrou o árbitro McLean e o juiz de linha Primeau no saguão do Hotel Picadilly. Não houve socos, mas Richard segurou McLean pela gravata e Primeau interveio. Considerável obscenidade encheu o ar, mas as pessoas de cabeça mais fria separaram o trio antes que faíscas surgissem. O presidente da NHL Clarence Campbell teve uma visão não muito clara e multou Rocket em $500 por conduta prejudicial ao bom andamento do hóquei.
O Detroit Red Wings jogou muito bem na segunda metade, passando Toronto e terminando na primeira posição novamente, tornando-se o primeiro time a fazer mais de 100 pontos. Gordie Howe liderou a NHL em gols, assistências e pontos, enquanto o goleiro Terry Sawchuk venceu o Troféu Memorial Calder como melhor estreante. Sawchuk estabeleceu um recorde de mais vitórias por um goleiro, já que estava no gol em todas as 44 vitórias do Detroit.

### Classificação Final
Nota: PJ = Partidas Jogadas, V = Vitórias, D = Derrotas, E = Empates, Pts = Pontos, GP = Gols Pró, GC = Gols Contra

Times que se classificaram aos play-offs estão destacados em negrito
| National Hockey League | PJ | V  | D  | E  | Pts | GP  | GC  |
| ---------------------- | -- | -- | -- | -- | --- | --- | --- |
| Detroit Red Wings      | 70 | 44 | 13 | 13 | 101 | 236 | 139 |
| Toronto Maple Leafs    | 70 | 41 | 16 | 13 | 95  | 212 | 138 |
| Montreal Canadiens     | 70 | 25 | 30 | 15 | 65  | 173 | 184 |
| Boston Bruins          | 70 | 22 | 30 | 18 | 62  | 178 | 197 |
| New York Rangers       | 70 | 20 | 29 | 21 | 61  | 169 | 201 |
| Chicago Black Hawks    | 70 | 13 | 47 | 10 | 36  | 171 | 280 |

### Artilheiros
PJ = Partidas Jogadas, G = Gols, A = Assistências, Pts = Pontos, PEM = Penalizações em Minutos
| Jogador         | Time                | PJ | G  | A  | Pts | PEM |
| --------------- | ------------------- | -- | -- | -- | --- | --- |
| Gordie Howe     | Detroit Red Wings   | 70 | 43 | 43 | 86  |     |
| Maurice Richard | Montreal Canadiens  | 65 | 42 | 24 | 66  |     |
| Max Bentley     | Toronto Maple Leafs | 67 | 21 | 41 | 62  |     |
| Sid Abel        | Detroit Red Wings   | 69 | 23 | 38 | 61  |     |
| Milt Schmidt    | Boston Bruins       | 62 | 22 | 39 | 61  |     |
| Ted Kennedy     | Toronto Maple Leafs | 63 | 18 | 43 | 61  |     |
| Ted Lindsay     | Detroit Red Wings   | 67 | 24 | 35 | 59  |     |
| Tod Sloan       | Toronto Maple Leafs | 70 | 31 | 25 | 56  |     |
| Red Kelly       | Detroit Red Wings   | 70 | 17 | 37 | 54  |     |
| Sid Smith       | Toronto Maple Leafs | 70 | 30 | 21 | 51  |     |

### Goleiros Líderes
PJ = Partidas Jogadas, V = Vitórias, D = Derrotas, E = Empates, TNG = Tempo no Gelo (minutos), GC = Gols Contra, P = Pênaltis, JSG = Jogos sem Gols, MGC = Média de gols contra
| Jogador       | Time                | PJ | TNG  | GC  | JSG | MGC  |
| ------------- | ------------------- | -- | ---- | --- | --- | ---- |
| Al Rollins    | Toronto Maple Leafs | 40 | 2373 | 70  | 5   | 1.77 |
| Terry Sawchuk | Detroit Red Wings   | 70 | 4200 | 139 | 11  | 1.99 |

## Playoffs
Todas as datas em 1951
O segundo classificado Toronto Maple Leafs eliminou o quarto, Boston Bruins, em cinco jogos, e o terceiro classificado Montreal Canadiens surpreendeu o primeiro, Detroit Red Wings, em seis, estabelecendo uma série final da Stanley Cup Leafs – Canadiens, vencida pelos Leafs por 4–1.

### Semifinais
Boston Bruins vs. Toronto Maple Leafs
| Data        | Visitante           | Placar | Mandante            | Placar | Notas |
| ----------- | ------------------- | ------ | ------------------- | ------ | ----- |
| 28 de março | Boston Bruins       | 2      | Toronto Maple Leafs | 0      |       |
| 31 de março | Boston Bruins       | 1      | Toronto Maple Leafs | 1      | OT1   |
| 1 de abril  | Toronto Maple Leafs | 3      | Boston Bruins       | 0      |       |
| 3 de abril  | Toronto Maple Leafs | 3      | Boston Bruins       | 1      |       |
| 7 de abril  | Boston Bruins       | 1      | Toronto Maple Leafs | 4      |       |
| 8 de abril  | Toronto Maple Leafs | 6      | Boston Bruins       | 0      |       |

1 Nota: Partida de 31 de março encerrada após uma prorrogação devido ao tempo limite
Toronto venceu a série melhor de 7 por 4-1
Montreal Canadiens vs. Detroit Red Wings
| Data        | Visitante          | Placar | Mandante           | Placar | Notas |
| ----------- | ------------------ | ------ | ------------------ | ------ | ----- |
| 27 de março | Montreal Canadiens | 3      | Detroit Red Wings  | 2      | 4 OT  |
| 29 de março | Montreal Canadiens | 1      | Detroit Red Wings  | 0      | 3 OT  |
| 31 de março | Detroit Red Wings  | 2      | Montreal Canadiens | 0      |       |
| 3 de abril  | Detroit Red Wings  | 4      | Montreal Canadiens | 1      |       |
| 5 de abril  | Montreal Canadiens | 5      | Detroit Red Wings  | 2      |       |
| 7 de abril  | Detroit Red Wings  | 2      | Montreal Canadiens | 3      |       |

Montreal venceu a série melhor de 7 por 4-2

### Finais
Montreal Canadiens vs. Toronto Maple Leafs
| Data        | Visitante           | Placar | Mandante            | Placar | Notas             |
| ----------- | ------------------- | ------ | ------------------- | ------ | ----------------- |
| 11 de abril | Montreal Canadiens  | 2      | Toronto Maple Leafs | 3      | OT-Smith          |
| 14 de abril | Toronto Maple Leafs | 2      | Montreal Canadiens  | 3      | OT-M. Richard     |
| 17 de abril | Montreal Canadiens  | 1      | Toronto Maple Leafs | 2      | OT-Kennedy        |
| 19 de abril | Montreal Canadiens  | 2      | Toronto Maple Leafs | 3      | OT-Watson         |
| 21 de abril | Montreal Canadiens  | 2      | Toronto Maple Leafs | 3      | OT-Barilko (2:53) |

Toronto venceu a série melhor de 7 por 4-1

### Artilheiros dos Playoffs
PJ = Partidas Jogadas, G = Gols, A = Assistências, Pts = Pontos, PEM = Penalizações em Minutos
| Jogador         | Time                | PJ | G | A  | Pts |
| --------------- | ------------------- | -- | - | -- | --- |
| Maurice Richard | Montreal Canadiens  | 11 | 9 | 4  | 13  |
| Max Bentley     | Toronto Maple Leafs | 11 | 2 | 11 | 13  |
| Sid Smith       | Toronto Maple Leafs | 11 | 7 | 3  | 10  |

## Prêmios da NHL
| Troféu Príncipe de Gales:  | Detroit Red Wings                |
| Troféu Art Ross:           | Gordie Howe, Detroit Red Wings   |
| Troféu Memorial Calder:    | Terry Sawchuk, Detroit Red Wings |
| Troféu Memorial Hart:      | Milt Schmidt, Boston Bruins      |
| Troféu Memorial Lady Byng: | Red Kelly, Detroit Red Wings     |
| Troféu Vezina:             | Al Rollins, Toronto Maple Leafs  |

### Times das Estrelas
| Primeiro Time                    | Position | Segundo Time                                                        |
| -------------------------------- | -------- | ------------------------------------------------------------------- |
| Terry Sawchuk, Detroit Red Wings | G        | Chuck Rayner, New York Rangers                                      |
| Red Kelly, Detroit Red Wings     | D        | Jimmy Thomson, Toronto Maple Leafs                                  |
| Bill Quackenbush, Boston Bruins  | D        | Leo Reise, Detroit Red Wings                                        |
| Milt Schmidt, Boston Bruins      | C        | Ted Kennedy, Toronto Maple Leafs Sid Abel, Detroit Red Wings (tied) |
| Gordie Howe, Detroit Red Wings   | RW       | Maurice Richard, Montreal Canadiens                                 |
| Ted Lindsay, Detroit Red Wings   | LW       | Sid Smith, Toronto Maple Leafs                                      |

## Estreias
O seguinte é uma lista de jogadores importantes que jogaram seu primeiro jogo na NHL em 1950-51 (listados com seu primeiro time, asterisco(*) marca estreia nos play-offs):
- Alex Delvecchio, Detroit Red Wings
- Bernie Geoffrion, Montreal Canadiens
- Jean Beliveau, Montreal Canadiens
- Dollard St. Laurent, Montreal Canadiens
- Danny Lewicki, Toronto Maple Leafs

## Últimos Jogos
O seguinte é uma lista de jogadores importantes que jogaram seu último jogo na NHL em 1950-51 (listados com seu último time):
- Joe Carveth, Detroit Red Wings
- Glen Harmon, Montreal Canadiens
- Wally Stanowski, New York Rangers
- Pat Egan, New York Rangers
- Buddy O'Connor, New York Rangers
- Bill Barilko, Toronto Maple Leafs
- Johnny Peirson, Boston Bruins